# 朱雪琴
朱雪琴（1953年—），重庆市人，汉族，中华人民共和国政治人物、第十一届全国人民代表大会湖南地区代表。
毕业于中南矿冶学院团矿专业。中冶长天项目总设计师。2008年起担任全国人大代表。